# Italienisch-schweizerische Beziehungen
Die Italienisch-schweizerischen Beziehungen sind das bilaterale Verhältnis zwischen Italien und der Schweiz. Im 21. Jahrhundert unterhalten beide Länder freundschaftliche Beziehungen. Sie haben eine gemeinsame Grenze in den Alpen mit einer Länge von knapp 800 Kilometer und die Gemeinde Campione d’Italia bildet eine italienische Enklave in der Schweiz. Besonders eng sind die gemeinsamen Beziehungen im Grenzland und dem Kanton Tessin, der traditionell italienischsprachig ist und den Hauptteil der Italienischen Schweiz bildet. Über die ganze Schweiz verstreut leben außerdem zahlreiche italienische Migranten und ihre Nachkommen. Das Italienische ist eine der vier Amtssprachen der Schweiz und wird von knapp einem Zehntel der Schweizer als Muttersprache gesprochen.
Zwischen beiden Ländern kommt es regelmäßig zu Konsultationen hinsichtlich relevanter Themen auf bilateraler und multilateralen Ebene. Sie haben zahlreiche bilaterale Verträge unterschrieben und es bestehen Kontakte zwischen den Parlamenten beider Staaten. Die Schweiz und Italien treffen sich auch regelmäßig im Rahmen der Alpenkonvention.

## Geschichte

### Antike

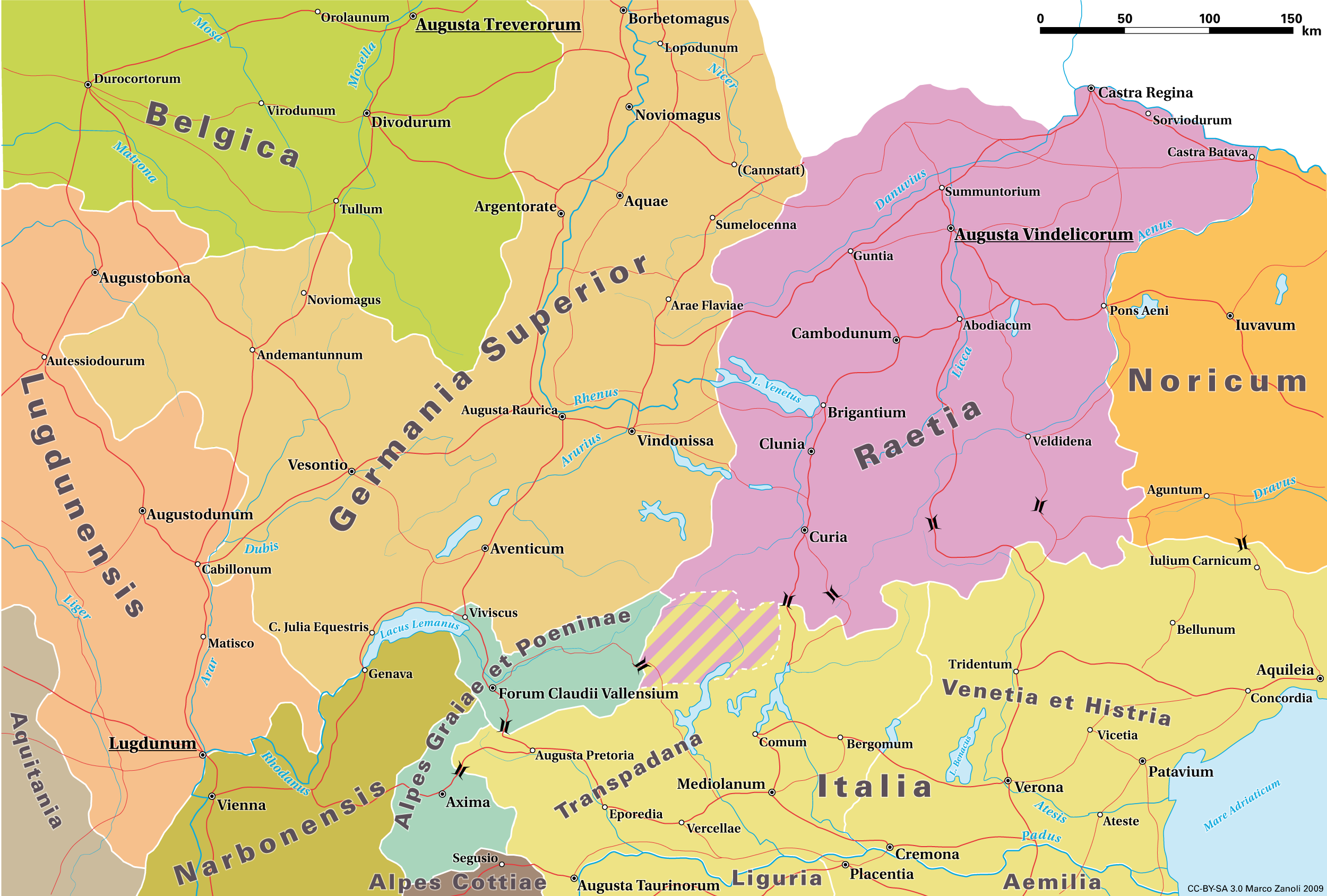
Römische Provinzen im Alpenraum ca. 150 nach Chr.

Die Schweiz gehörte in der Antike zum Römischen Reich (siehe römische Zeit in der Schweiz). Am frühesten wurde der Süden des Tessin zwischen 197 und 194 v. Chr. in das Römische Reich eingegliedert. Im Jahr 58 v. Chr. hinderte der römische Feldherr Gaius Iulius Caesar die Helvetier in der Schlacht bei Bibracte von der Auswanderung ins Rhonetal. Durch die Niederlage wurde der keltische Stamm der Helvetier stark dezimiert. Die Gebiete der heutigen Schweiz gehörten vor den späteren Erhöhungen der Zahl der römischen Provinzen zu den Provinzen Germania superior und Raetia, wobei die Grenze ungefähr vom Bodensee bis zum Genfersee verlief. Bis ins 3. Jahrhundert war die römische Schweiz von zahlreichen Stadtgründungen und einem Aufschwung von Kultur und Wirtschaft gekennzeichnet. Auch das Christentum verbreitete sich durch römische Einflüsse in der Schweiz. Mit dem Niedergang des Weströmischen Reiches zogen sich die römischen Truppen anfangs des 5. Jahrhunderts aus der Schweiz zurück, die infolgedessen von Burgunden und Alamannen überrannt wurde, wobei die Einflüsse der gallorömischen Kultur überdauerten.

### Mittelalter und frühe Neuzeit

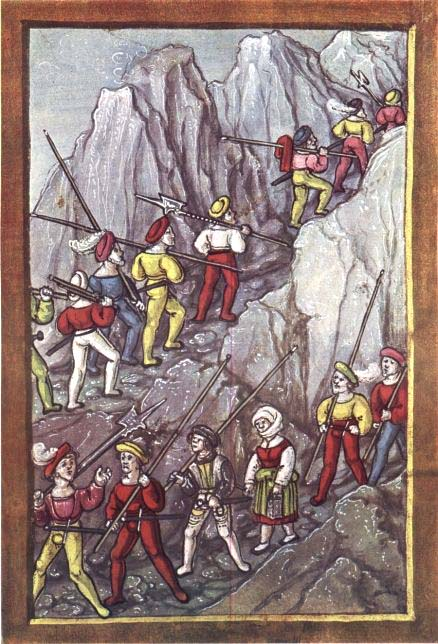
Schweizer Reisläufer überqueren die Alpen

Im Mittelalter bildete der Alpenraum keine scharfe Grenze, sondern war ein Verbindungsglied zwischen dem nördlichen Europa und der Italienischen Halbinsel. Es kam deshalb zu zahlreichen kulturellen, wirtschaftlichen und religiösen Interaktionen zwischen der Alten Eidgenossenschaft und den italienischen Staaten, welche in dieser Periode (nominell) der Autorität des römisch-deutschen Kaisers unterstanden. Im 15. Jahrhundert begannen die Eidgenossen sich militärisch nach Italien auszudehnen und brachten in den Ennetbirgischen Feldzügen das Tessin unter ihre Kontrolle. Das Engagement der Eidgenossen in Italien zielte vor allem auf die Kontrolle strategisch bedeutsamer Bergpässe und den Zugang zu den Märkten der Lombardei ab. Die Kontrolle über Mailand verloren die Eidgenossen aber in der Schlacht bei Marignano (1515), als sie von einer französisch-venezianischen Allianz besiegt wurden. Die Feldzüge in Italien endeten damit, nicht allerdings die engen Verbindungen zu Italien. Schweizer Reisläufer und die Päpstliche Schweizergarde dienten in Italien als Söldner und zahlreiche Schweizer arbeiteten in Italien als Saisonarbeiter. Für die Ausbildung des katholischen Klerus der Schweiz spielte das 1579 in Mailand gegründete Helvetisches Kollegium eine wichtige Rolle.

### 19. Jahrhundert
Die Napoleonischen Feldzüge warfen die bestehende Staatenordnung um und führten zur Gründung der Helvetischen Republik und einer Reihe von neuen Staaten in Italien als napoleonische Tochterrepubliken. Im Oktober 1810 besetzten Truppen des napoleonischen Königreich Italien (1805–1814) das Tessin. Hauptmotiv dafür war die Unterbindung der Desertation und des Schmuggels, aber Napoleon wollte auch von den Schweizern neue Soldaten für seine Feldzüge in Europa erpressen. Mit dem Wiener Kongress (1814/15) erhielt die Schweiz zwar das Tessin zurück, das Veltlin-Tal wurde allerdings dem Königreich Lombardo-Venetien zugesprochen. In der folgenden Restaurationszeit übte die lombardische Aufklärung einen großen Einfluss auf die italienische Schweiz aus, so erhielten z. B. Stefano Franscini und viele andere Tessiner in Mailand ihre Bildung.
Die Schweiz spielte auch indirekt eine wichtige Rolle in der Einigung Italiens, da es italienischen Nationalisten wie Giuseppe Mazzini Zuflucht bot, der hier 1834 den Geheimbund Junges Europa gründete. Während der Revolutionen von 1848/49 in den italienischen Staaten unterstützten viele Schweizer Freiwillige die italienische Sache, so kämpften Schweizer während des Fünf-Tage-Aufstands an der Seite der Aufständischen gegen die Österreicher. Nach der Einnahme von Mailand im August 1848 flüchteten einige italienische Revolutionäre in die Schweiz, wo ihre anhaltende Präsenz für Konflikte mit den Habsburgern sorgte. Während der italienischen Einigungskriege kämpften erneut einige Schweizer Freiwillige auf Seite der Italiener, während die Schweizergarde für die Unabhängigkeit des Kirchenstaats kämpften. Giuseppe Garibaldi wurde aufgrund seiner Haltung in der römischen Frage von den Schweizer Katholiken eher kritisch gesehen.

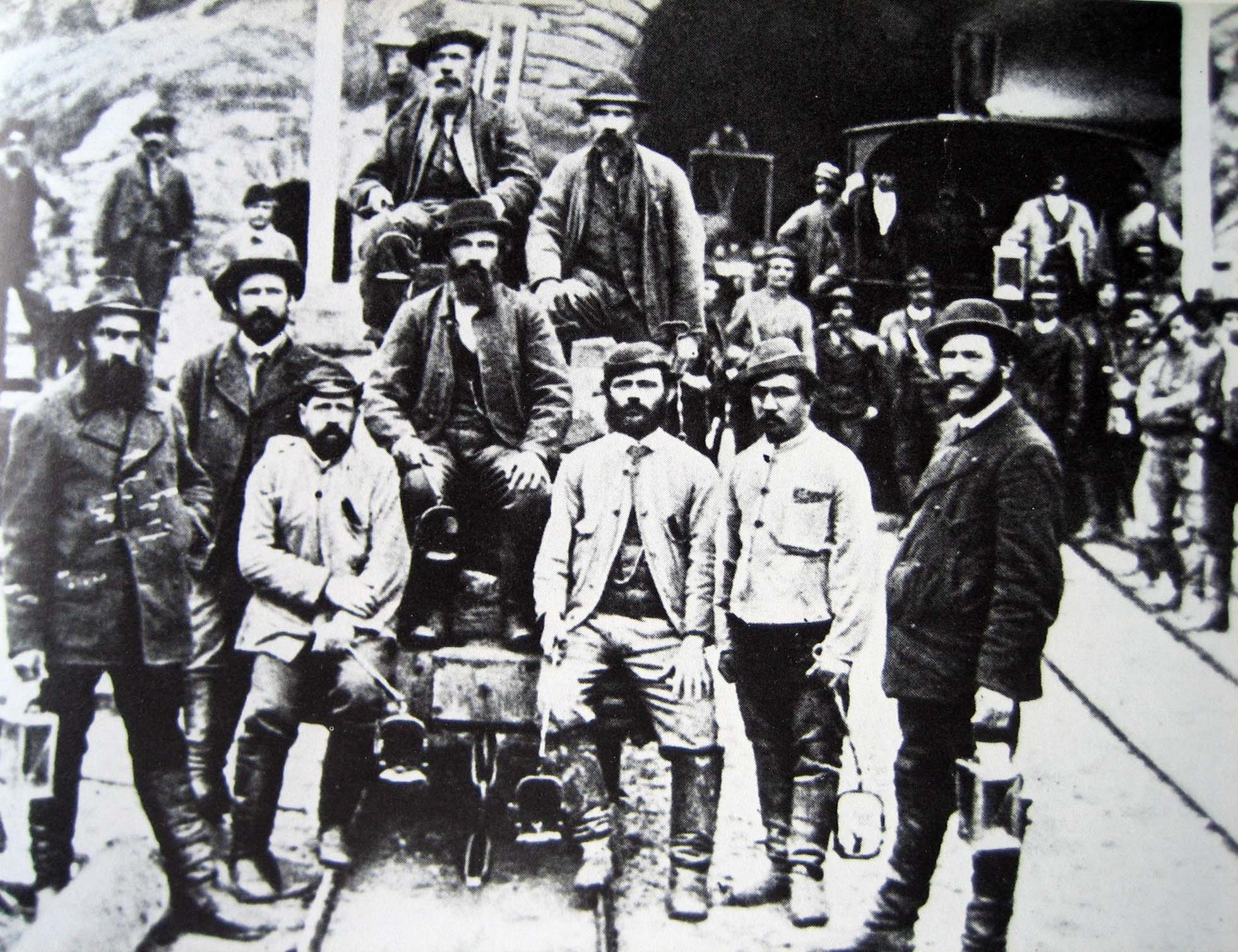
Bau des Gotthardtunnel (1880)

In der Zeit des Risorgimento interessierten sich verschiedene italienische Patrioten, darunter Cavour, der Ministerpräsident des Königreichs Piemont-Sardinien, für die Eroberung des Tessins und der italienischsprachigen Täler Graubündens. Nach der Gründung des Königreichs Italien im Jahr 1861 wurden die Beziehungen zur Schweiz von irredentistischen Ansprüchen Italiens auf italienischsprachige Gebiete der Schweiz belastet. Die Schweiz wurde zudem ein Zufluchtsort für italienische Sozialisten, Anarchisten und Republikaner. 1898 ermordete der italienische Anarchist Luigi Lucheni in Genf Kaiserin Elisabeth von Österreich-Ungarn, wobei die angebliche Laxheit der Schweiz gegenüber ausländischen Anarchisten zu Protesten und diplomatischen Streitigkeiten mit Italien sorgten. Trotz der anhaltenden politischen Probleme wurden die Schweiz und Italien durch den 1880 vollendeten Gotthardtunnel wirtschaftlich enger verbunden.

### 20. und 21. Jahrhundert
Nach der Ermordung von König Umberto I. kam es zu einem diplomatischen Eklat, nachdem der im Schweizer Exil lebende italienische Anarchist Luigi Bertoni den Mordanschlag in dem Blatt Le Réveil anarchiste verherrlicht hatte. Italien forderte eine juristische Verfolgung Bertonis, während die Schweizer sich auf die Pressefreiheit beriefen. Die daraus entstehende Silvestrelli-Affäre führte 1902 sogar kurzzeitig zum Abbruch der diplomatischen Beziehungen zwischen beiden Ländern. Der zunehmende Nationalismus in Italien sorgte für Besorgnis in der Schweiz und eine zunehmende militärischen Absicherung der Grenze zu Italien. Der Schweizer Generalstabschef Theophil Sprecher von Bernegg führte deshalb 1907 ohne Wissen der politischen Führung Gespräche mit Deutschland und Österreich zur Abwehr einer möglichen Bedrohung aus Italien. In der Folge sprach die italienische Presse von einem österreichisch-schweizerischen Bündnis gegen Italien, das es allerdings nicht gab. Während des Ersten Weltkrieges respektierte Italien die Schweizer Neutralität und die Schweiz fungierte nach dem Abbruch der diplomatischen Beziehungen zwischen Rom und Berlin als diplomatische Schutzmacht Italiens in Deutschland. Der Krieg behinderte allerdings den Handelsaustausch über den Gotthardtunnel.
Die Machtübernahme von Benito Mussolini und die Etablierung einer faschistischen Diktatur in Italien ab 1922 löste besonders in der Deutschschweiz neue Befürchtungen hinsichtlich italienischen Gebietsforderungen aus. Den italienischen Faschisten gelang es erfolgreich, einen großen Teil der italienischen Organisationen in der Schweiz zu unterwandern und über Verbündete zu kontrollieren. Einer Ausbreitung des Faschismus in Italien stellte sich allerdings ein großer Teil der Zivilbevölkerung und die italienischen Exilanten erfolgreich entgegen. Ab 1927 hatte die Partito Comunista Italiano für zwei Jahre ihren heimlichen Sitz in der Schweiz. Zu einem diplomatischen Streit kam es 1928, als Mussolini den Regimegegner Cesare Rossi aus der Schweiz entführen ließ. Gegenüber dem großen Nachbarn Italien versuchte die Schweiz einen delikaten Balanceakt zu verwirklichen und gute Beziehungen zu den Faschisten aufrechtzuerhalten, aber gleichzeitig eine innenpolitische Unterwanderung zu vermeiden. Die Intention der Italiener wurde allerdings deutlich, als Außenminister Galeazzo Ciano die Schweiz nach dem Anschluss Österreichs als "Irrtum auf der Karte Europas" bezeichnete. Für den Fall einer Invasion der Schweiz durch NS-Deutschland wurde eine Aufteilung der Schweiz durch die Achsenmächte geplant, wobei militärische Pläne vorbereitet wurden. Während des Zweiten Weltkriegs hatte Italien nach dem gescheiterten Angriff auf Griechenland allerdings andere Prioritäten als die Schweiz, die erneut als neutrales Land von größeren Angriffen auf sein Staatsgebiet verschont blieb.
Mit der Demokratisierung Italiens nach dem Ende des Zweiten Weltkriegs verbesserten sich die lange Zeit angespannten Beziehungen und Italien gab jegliche Gebietsforderungen gegenüber der Schweiz auf. Der erste italienische Botschafter in der Schweiz in der Nachkriegszeit war der Antifaschist und langjährige Exilant Egidio Reale. Mit dem Ende des Zweiten Weltkriegs kam es zu einer Einwanderungswelle in die Schweiz, die vor allem darauf zurückzuführen war, dass das Schweizer Produktionssystem nicht von den Kriegsschäden betroffen war und die Schweizer Unternehmer nach kostengünstigen italienischen Arbeitskräften suchten. Die Schweizer Regierung versuchte jedoch, die Migration auf Saisonarbeit zu beschränken, und schloss 1948 ein Abkommen. In diesem Abkommen wurde festgelegt, dass die Arbeitskräfte auf schweizerischem Gebiet nicht umziehen durften und an denjenigen gebunden blieben, der sie eingestellt hatte. Darüber hinaus war die Familienzusammenführung nicht erlaubt. Dieses Abkommen führte zu zahlreichen Spannungen zwischen den beiden Ländern, weshalb 1964 ein weiteres Abkommen unterzeichnet wurde, das die Familienzusammenführung ermöglichte. Die Migrationswelle aus Italien ebbte erst in den 1970er Jahren ab. Zwischen 1950 und 1970 stieg die Anzahl der Italiener in der Schweiz von 140'000 auf 584'000 an und sie stellten damit die Mehrheit der Gastarbeiter im Land.

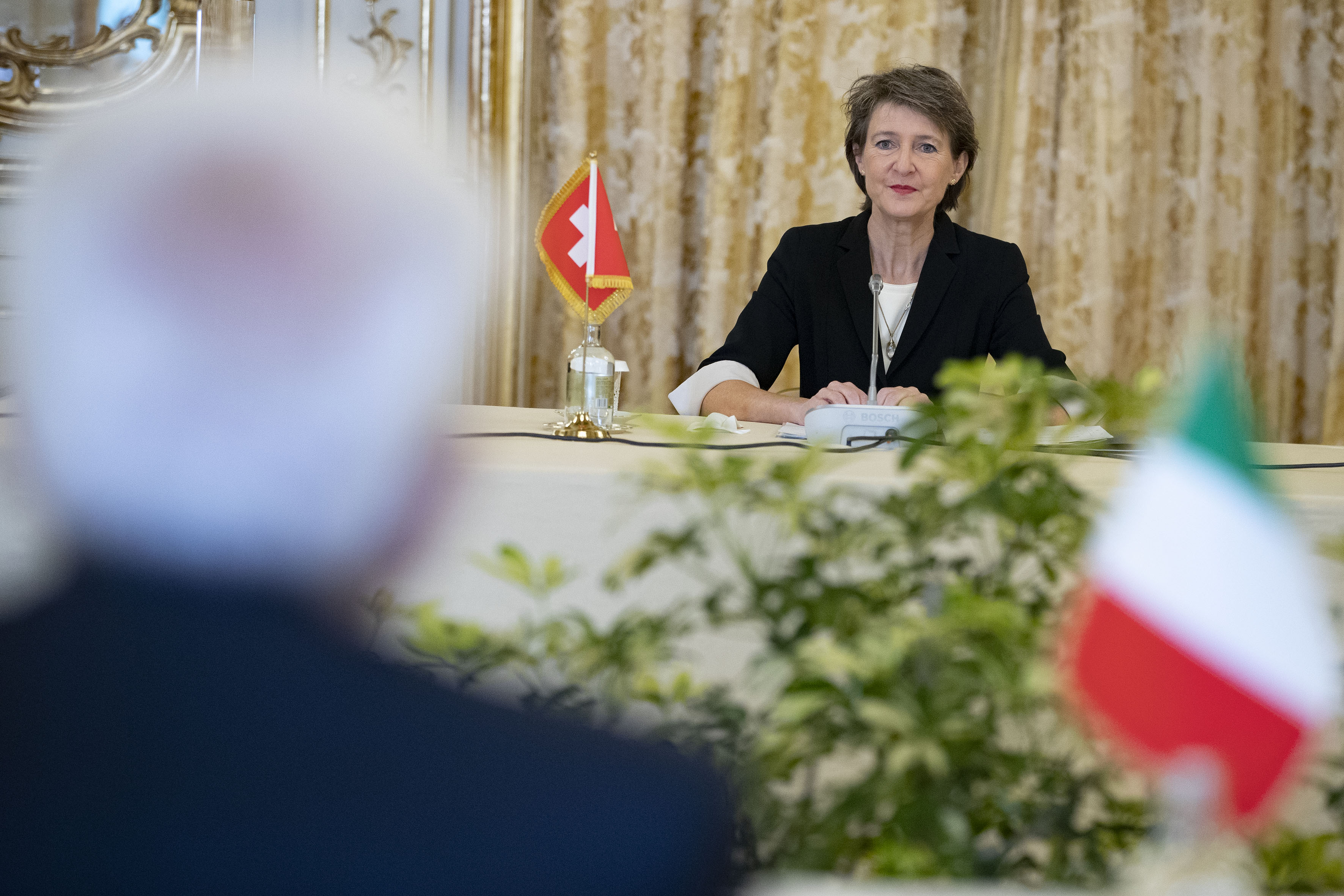
Simonetta Sommaruga in Italien (2020)

Mit der europäischen Integration verstärkte sich die Zusammenarbeit im wirtschaftlichen Bereich. In den 1970er Jahren wurden beide Länder Teil des gemeinsamen europäischen Wirtschaftsraums, auch wenn die Schweiz nicht der Europäischen Union beitrat. Diese verstärkte wirtschaftliche Kooperation und Zusammenarbeit wird auch durch die 1995 gegründete überstaatliche Regio Insubrica verdeutlicht, in der die italienischen Provinzen Varese, Como, Verbano-Cusio-Ossola, Lecco, Novara und der Schweizer Kanton Tessin in grenzüberschreitenden Fragen zusammenarbeiten. Einige anhaltende Kontroversen ergaben sich jedoch durch anhaltende Kapitalflucht aus Italien in die Schweiz und der Nutzung der Schweiz als Steueroase durch italienische Unternehmen. 2000 und 2003 traten Verträge zwischen beiden Staaten über die Kooperation der Polizei- und Zollbehörden bzw. die Zusammenarbeit über die Rechtshilfe in Strafsachen in Kraft.

## Wirtschaftsbeziehungen
Die Wirtschaftsbeziehungen haben eine lange Vorgeschichte. Beide Länder waren Teil der Lateinischen Münzunion und der Hafen von Genua war früher von großer Bedeutung für die Versorgung der Schweiz mit Lebensmitteln. In der Zwischenkriegszeit und auch während des Zweiten Weltkriegs versorgte der Schweizer Finanzplatz Italien mit Krediten.
Die Schweiz und Italien sind Teil des Schengen-Raums und des europäischen Wirtschaftsraums, weshalb freier Waren- und Personenverkehr zwischen beiden Ländern besteht. Italien war 2022 mit einem Handelsvolumen von 42 Milliarden Schweizer Franken der drittgrößte Handelspartner der Schweiz. Die Handelsbilanz ist dabei weitgehend ausgeglichen. Zahlreiche Schweizer Unternehmen sind in Italien tätig, wo diese knapp 20 Milliarden Franken investiert haben. Besonders eng ist die wirtschaftliche Zusammenarbeit zwischen dem Tessin und der Lombardei. Aufgrund der höheren Löhne in der Schweiz arbeiten knapp 90'000 Italiener in die Schweiz, die meisten davon im italienischsprachigen Tessen. Die Stadt Lugano konnte dank der Aktivitäten italienischer Banken zu einem eigenständigen Finanzplatz neben Zürich und Genf aufsteigen.

## Kulturbeziehungen
Eine gegenseitige kulturelle Beeinflussung besteht bereits seit Jahrhunderten. Eine besondere Brücke zwischen den Ländern bildeten dabei immer die Gebiete der Italienischen Schweiz und die lange Grenzregion. 1986 wurde eine gemeinsame schweizerisch-italienische beratende Kulturkommission geschaffen, um die kulturellen Beziehungen zu intensivieren. In Italien besteht seit 1947 das Schweizer Istituto Svizzero di Roma mit einer Außenstelle in Mailand (Centro culturale svizzero). In der Schweiz bestehen Ableger der Società Dante Alighieri und das Centro di studi italiani in Zürich.
Eine enge Zusammenarbeit besteht im Bereich Wissenschaft und Bildung. Mit der Università della Svizzera italiana und der Scuola universitaria professionale della Svizzera italiana bestehen zwei italienisch-schweizer Universitäten, an der auch zahlreiche Studenten aus Italien studieren. In Mailand, Bergamo, Rom und Catania bestehen Schweizer Schulen.

## Migration
Italiener bilden seit dem 19. Jahrhundert eine der großen Ausländergruppen in der Schweiz. Hier lebten 2022 knapp 335'000 Italiener und knapp 150'000 italienisch-schweizer Doppelstaatsbürger. In Italien leben im Gegenzug knapp 51'000 Schweizer.

## Diplomatische Standorte
- Italien hat eine Botschaft in Bern und Generalkonsulate in Genf, Lugano und Zürich sowie ein Konsulat in Basel.
- Die Schweiz hat eine Botschaft in Rom und ein Generalkonsulat in Mailand.

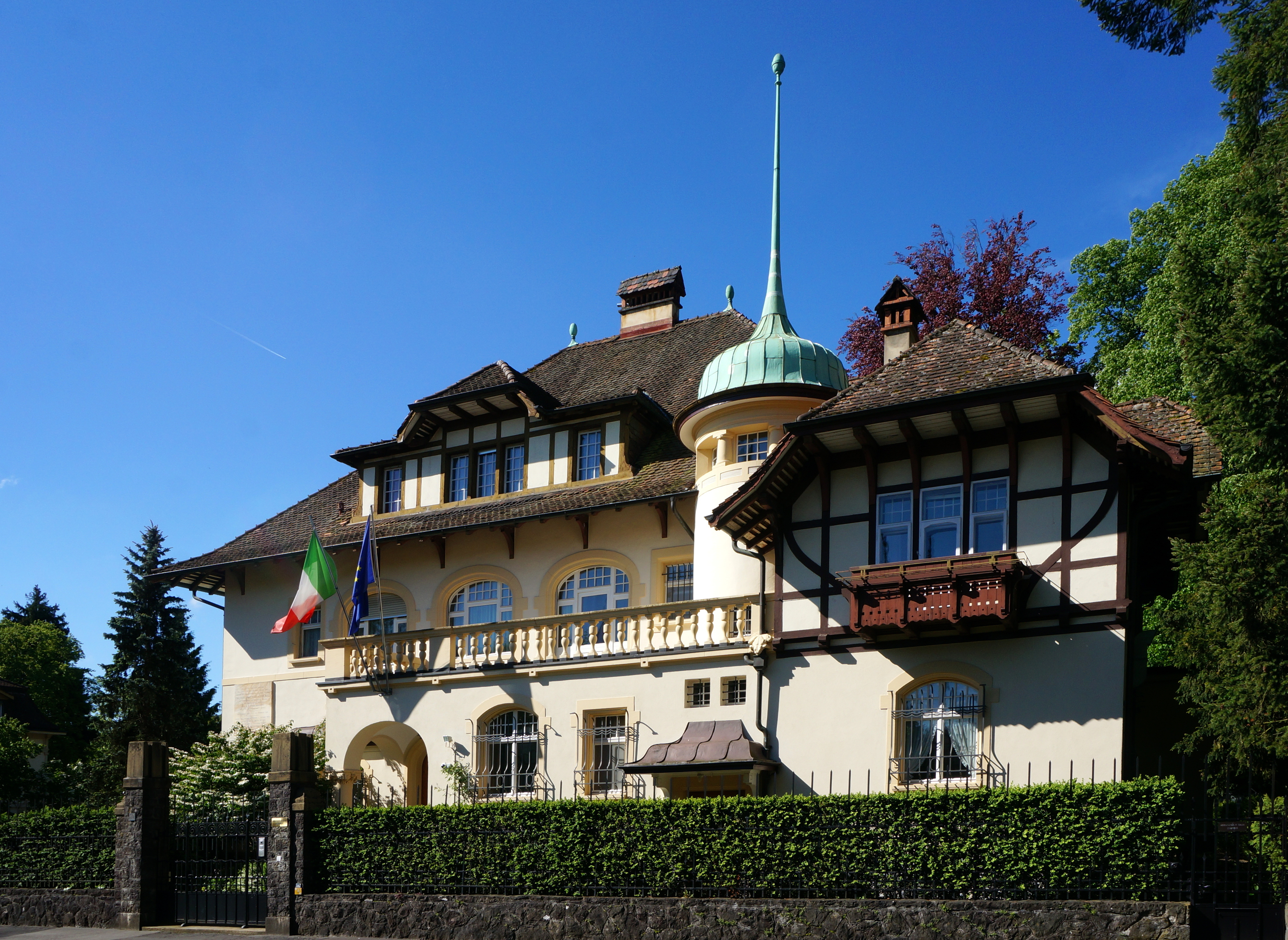
Italienische Botschaft in Bern
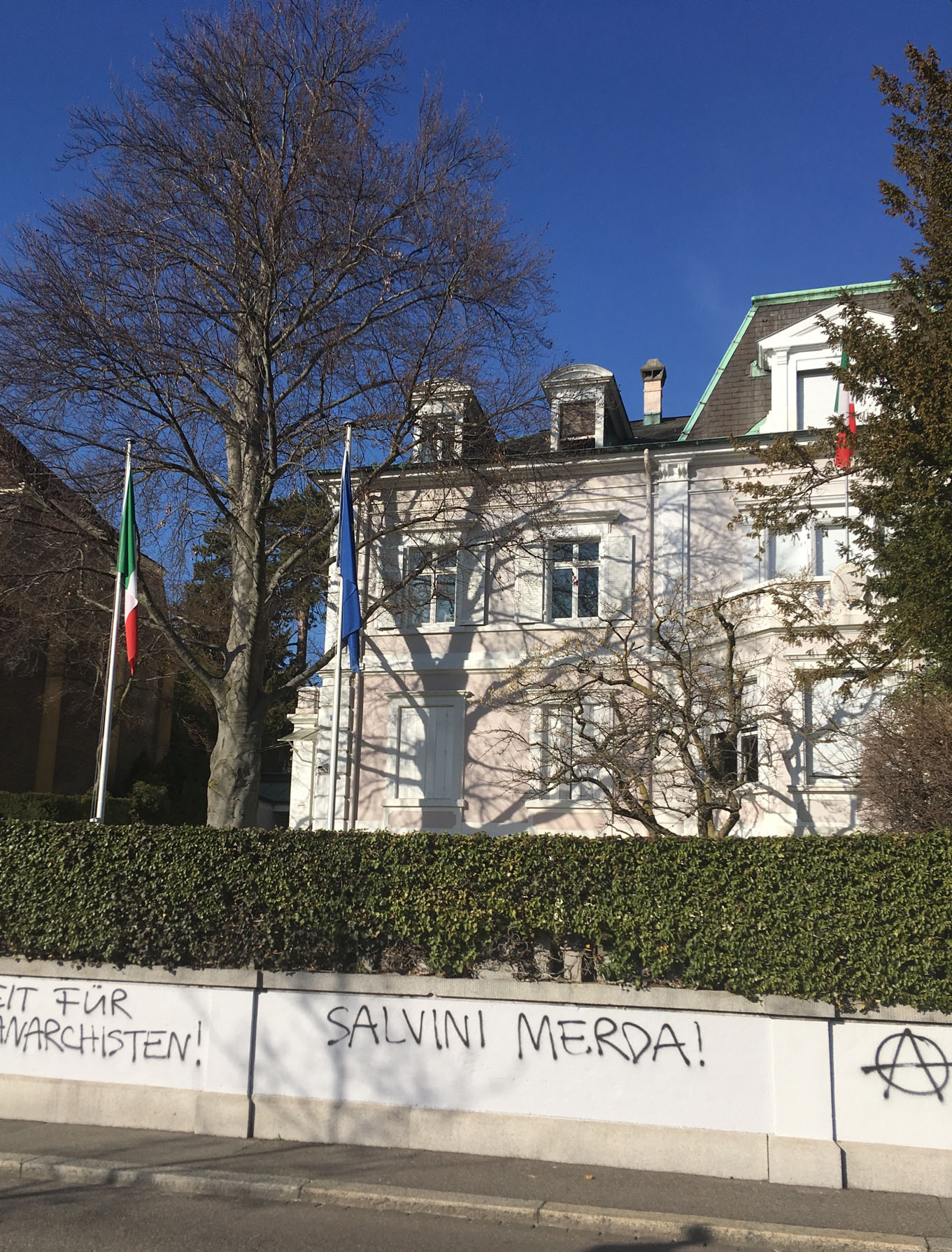
Italienisches Generalkonsulat in Basel
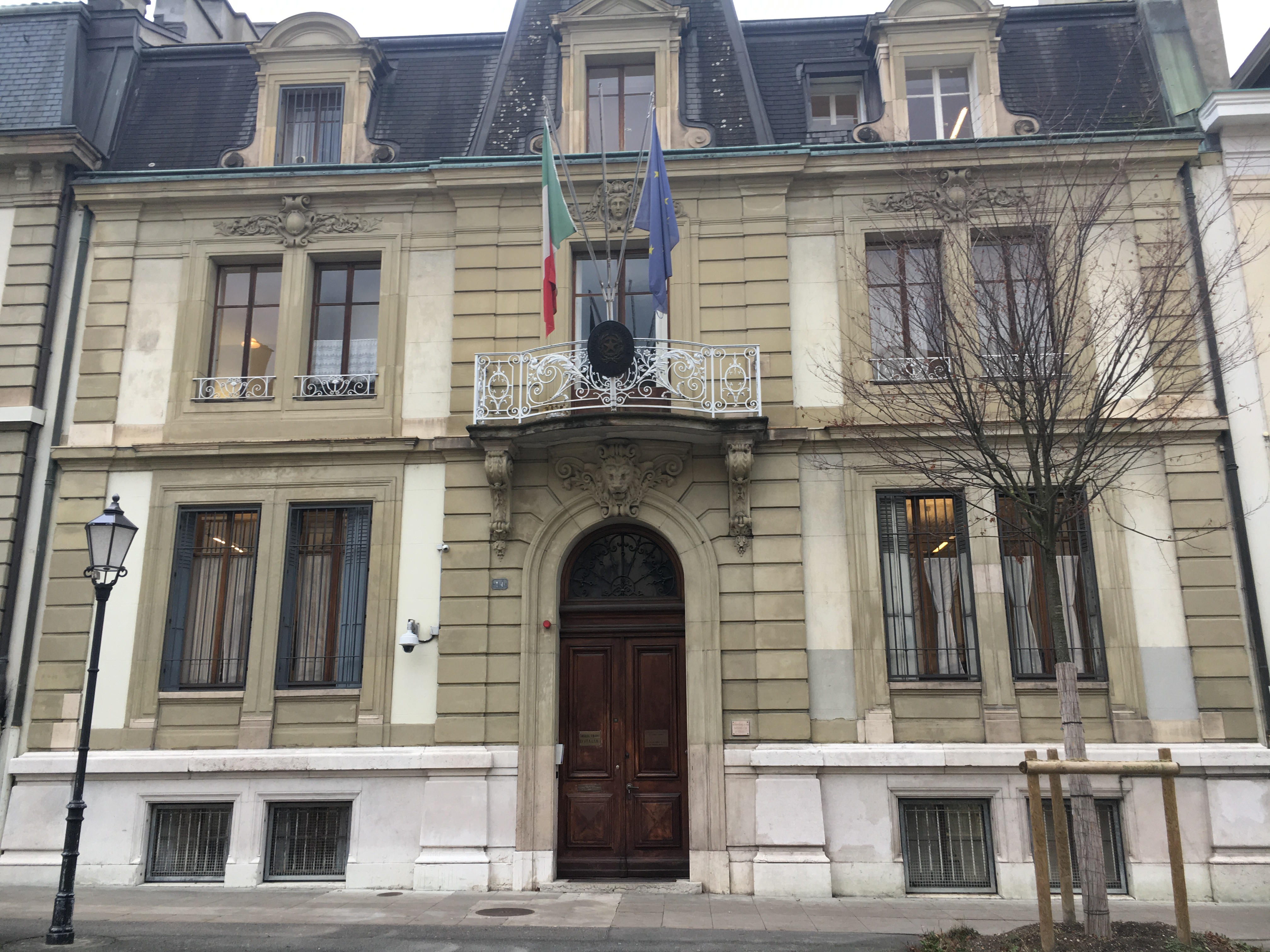
Italienisches Generalkonsulat in Genf
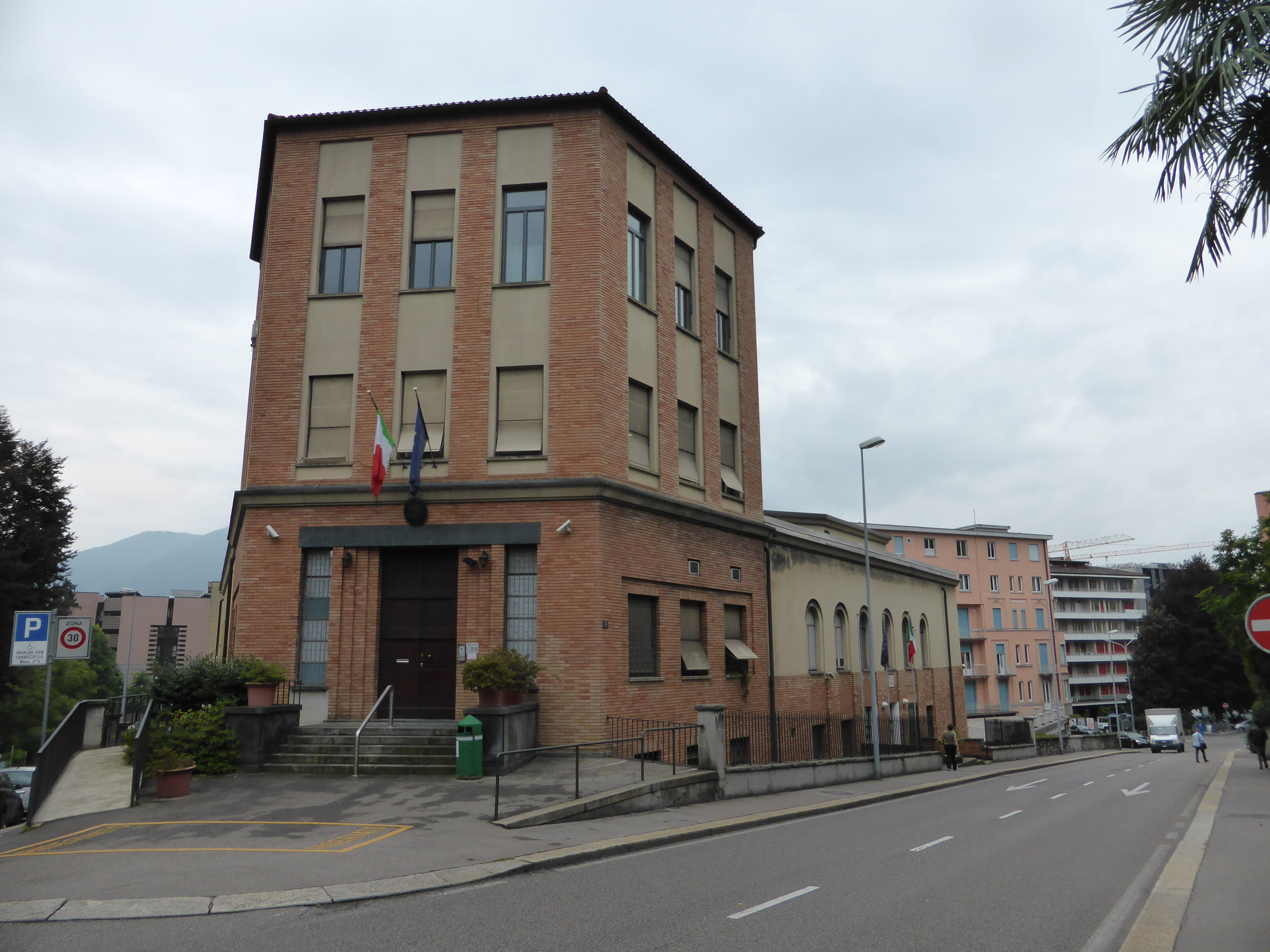
Italienisches Generalkonsulat in Lugano